# Dani Kavaš
Daniel - Dani Kavaš, slovenski kantavtor, kitarist, pesnik, stripar in slikar, * 27. julij 1979, Beltinci.
Kavaš je bil predsednik slovenske politične stranke Akacija.